# Maria di Francia (duchessa del Brabante e di Lorena)
Maria di Francia (1198 – 15 agosto 1224) fu prima marchesa consorte di Namur (1206-1212) e poi duchessa consorte del Brabante e di Lorena (1213-1222).

## Biografia

### Infanzia

#### Origini
Secondo la Chronica Albrici Monachi Trium Fontium, Maria era la figlia primogenita del re di Francia Filippo Augusto e della sua terza moglie Agnese di Merania, come ci conferma ancora la Chronica Albrici Monachi Trium Fontium (anche se la cita come Maria), che era la figlia, sempre secondo la Chronica Albrici Monachi Trium Fontium, del conte di Andechs, primo duca di Merania e marchese d'Istria, Bertoldo IV d'Andechs e della moglie, Agnese di Rochlitz (†25 marzo 1195), della stirpe dei Wettin, figlia di Dedo V dei Feisten, conte di Groitzsch e signore di Rochlitz.
Filippo Augusto era figlio e successore di Luigi VII il Giovane e della sua terza moglie Adèle di Champagne, che era figlia di Teobaldo IV, conte di Blois e di Champagne (come Teobaldo II), e di Matilde di Carinzia.

#### Nascita
Suo padre Filippo II aveva deciso, per motivi mai chiariti, di divorziare dalla sua seconda moglie Ingeburge di Danimarca pochi giorni dopo averla sposata. Sebbene papa Celestino III si fosse rifiutato di concedergli il divorzio, il sovrano decise di convolare egualmente a nuove nozze. La sua prima scelta cadde su Margherita di Ginevra, considerata una delle donne più belle dell'epoca, ma le nozze non avvennero mai in quanto la fanciulla venne rapita durante il suo viaggio verso Parigi dal conte Tommaso I di Savoia, che s'era invaghito di lei e successivamente la sposò. Il conte motivò il suo gesto proprio con il fatto che Filippo era sposato con Ingerburge. Il re francese prese poi in moglie Agnese nel 1196 e, due anni dopo, Maria fu la prima figlia nata da quell'unione, cui seguì nel 1200 un maschio, Filippo.
Papa Innocenzo III dichiarò il matrimonio di Filippo II nullo ed invalido, essendo egli ancora sposato con Ingeburge, e ordinò al re di allontanare Agnese. Non avendo il sovrano ottemperato al suo ordine, il pontefice pose il regno sotto interdetto nel 1199 fino al 7 settembre 1200. Pressato dal papa e dal fratello di Ingerburge, Canuto VI di Danimarca, Filippo acconsentì infine a riprendere con sé la sua seconda consorte. Di conseguenza Maria e Filippo furono dichiarati bastardi. Agnese si spense nel 1201 e nello stesso anno Maria e il fratello vennero legittimati dal papa, su richiesta del re Filippo II.

### Fidanzamenti
Maria venne fidanzata due volte prima di sposarsi. La prima volta, nel 1200, quando sia lei che il possibile consorte avevano solo due anni, fu promessa in sposa all'allora principe Alessandro di Scozia, ma dopo due anni l'impegno venne rotto ed in seguito Alessandro avrebbe sposato Giovanna, figlia di Giovanni d'Inghilterra.
Subito dopo la rottura del primo fidanzamento Maria fu promessa al duca Arturo I di Bretagna, che all'epoca stava combattendo proprio contro Giovanni, nemico di Filippo, per il possesso del reame inglese. Filippo II confermò i diritti di Arturo su molti dei feudi francesi dei Plantageneti (come l'Angiò, il Maine e il Poitou), ma finì per riconoscere Giovanni come legittimo re d'Inghilterra. Il matrimonio comunque non venne mai celebrato a causa della scomparsa e della supposta morte di Arturo, la cui responsabilità venne imputata al re Giovanni.

### Primo matrimonio
Nel 1206, Filippo I di Namur cadde prigioniero e poté liberarsi solo concludendo un contratto col re di Francia, Filippo Augusto, che prevedeva il matrimonio con Maria (1º agosto 1206); con lo stesso contratto, Filippo, che già aveva fatto parte del consiglio di reggenza sia durante l'assenza del fratello, Baldovino (impegnato nella quarta crociata), e, dopo la conferma della morte di quest'ultimo (1206), era divenuto reggente delle contee delle Fiandre e dell'Hainaut, per conto della nipote, Giovanna, ancora minorenne, mantenne la carica di reggente ed entrambe le figlie di Baldovino, Giovanna e Margherita, furono condotte a Parigi per essere educate.
Il matrimonio, confermato dalla Chronique de Guillaume de Nangis, venne celebrato nel gennaio del 1211, tra Maria e Filippo, che, sia secondo la Flandria Generosa (Continuatio Bruxellensis), che secondo la Chronica Albrici Monachi Trium Fontium, era il figlio maschio secondogenito del conte di Hainaut, marchese di Namur e conte di Fiandra, Baldovino V di Hainaut e della contessa di Fiandra, Margherita d'Alsazia.
Filippo morì l'anno dopo. La morte di Filippo I, marchese di Namur ci viene confermato dalla Historia Walciodorensis Monasterii Continuata, quando ricorda la morte del marchese Filippo, che a margine precisa la data: 15 ottobre 1212.
Dopo la sua morte, nel marchesato di Namur, dato che non aveva discendenza, gli succedette la sorella, Yolanda, come ci viene confermato dalla Chronica Albrici Monachi Trium Fontium a monacho novi monasterii hoiensis interpolata quando afferma che Pietro II di Courtenay, divenne marchese di Namur, per diritto matrimoniale.

### Secondo matrimonio
Dopo la morte del marito nel 1212, il 24 aprile 1213 Maria sposò in seconde nozze a Soissons il duca Enrico I di Brabante, più anziano di lei di oltre trent'anni, rimasto vedovo circa due anni prima di Matilde di Lorena (secondo il Trophees tant sacres que profanes de la duché de Brabant ..., Volume 1 la morte di Matilde è avvenuta nel 1211).
Per rafforzare l'alleanza tra il regno di Francia ed il ducato di Brabante, suo padre, Filippo Augusto, l'aveva sposata con Enrico I di Brabante, che, secondo la  Genealogia Ducum Brabantiæ Heredum Franciæ, era figlio del langravio e poi duca del Brabante, conte di Lovanio e Bruxelles, margravio di Anversa e duca della Bassa Lorena, Goffredo II e della moglie Margherita di Limburgo, che ancora secondo la  Genealogia Ducum Brabantiæ Heredum Franciæ, era figlia di Enrico II, duca di Limburgo, come ci viene confermato anche dai Trophées tant sacrés que profanes du duché de Brabant.
Suo marito, Enrico, fu al fianco di Filippo II Augusto alla dieta di Soissons, quando decise di radunare una flotta per invadere l'Inghilterra. Dopo che la flotta francese era stata annientata e molti suoi sudditi erano fautori di una alleanza con il re d'Inghilterra, Giovanni Senza Terra, Enrico si riavvicinò a Ottone IV, che capeggiava l'alleanza con Giovanni.

### Morte
Maria morì il 15 agosto 1224 e fu sepolta nell'abbazia di Affligem, come riporta la Chronique des ducs de Brabant, Volume 2.

## Discendenza
Dal primo matrimonio con Filippo I di Namur non erano nato figli.
Dal secondo matrimonio con Enrico I di Brabante Maria ebbe due figlie:
- Elisabetta († 1266 circa), che, secondo la Genealogia Ducum Brabantiæ Heredum Franciæ era l'unica figlia del secondo matrimonio[26], che sposò a Lovanio il 19 marzo 1233 Teodorico il figlio del conte di Cleves, Teodorico V[27], signore di Dinslaken (c. 1214–1244), e nel 1246 Gherardo II, conte di Wassenberg e signore di Sprimont († 1255);
- Maria, morta in tenera età.

## Ascendenza
|                       |                     |                         | Genitori                 |  |  | Nonni |  |  | Bisnonni            |  |  | Trisnonni            |  |
|                       |                     |                         |                          |  |  |       |  |  | Luigi VI di Francia |  |  | Filippo I di Francia |  |
|                       |                     |                         |                          |  |  |       |  |  | Luigi VI di Francia |  |  | Filippo I di Francia |  |
|                       |                     | Berta d'Olanda          |                          |  |  |       |  |  | Luigi VI di Francia |  |  |                      |  |
| Luigi VII di Francia  |                     |                         |                          |  |  |       |  |  | Luigi VI di Francia |  |  |                      |  |
|                       |                     | Adelaide di Savoia      | Umberto II di Savoia     |  |  |       |  |  |                     |  |  |                      |  |
|                       |                     | Adelaide di Savoia      | Umberto II di Savoia     |  |  |       |  |  |                     |  |  |                      |  |
|                       |                     | Adelaide di Savoia      | Giselle di Borgogna      |  |  |       |  |  |                     |  |  |                      |  |
| Filippo II di Francia |                     | Adelaide di Savoia      |                          |  |  |       |  |  |                     |  |  |                      |  |
|                       |                     | Tebaldo II di Champagne | Stefano II di Blois      |  |  |       |  |  |                     |  |  |                      |  |
|                       |                     | Tebaldo II di Champagne | Stefano II di Blois      |  |  |       |  |  |                     |  |  |                      |  |
|                       |                     | Tebaldo II di Champagne | Adele d'Inghilterra      |  |  |       |  |  |                     |  |  |                      |  |
| Adèle di Champagne    |                     | Tebaldo II di Champagne |                          |  |  |       |  |  |                     |  |  |                      |  |
|                       |                     | Mathilde von Spanheim   | Enghelberto II d'Istria  |  |  |       |  |  |                     |  |  |                      |  |
|                       |                     | Mathilde von Spanheim   | Enghelberto II d'Istria  |  |  |       |  |  |                     |  |  |                      |  |
|                       |                     | Mathilde von Spanheim   | Ute di Passau            |  |  |       |  |  |                     |  |  |                      |  |
| Maria di Francia      |                     | Mathilde von Spanheim   |                          |  |  |       |  |  |                     |  |  |                      |  |
|                       | Bertoldo I d'Istria | Bertoldo II d'Andechs   |                          |  |  |       |  |  |                     |  |  |                      |  |
|                       | Bertoldo I d'Istria | Bertoldo II d'Andechs   |                          |  |  |       |  |  |                     |  |  |                      |  |
|                       | Bertoldo I d'Istria | Sofia di Carniola       |                          |  |  |       |  |  |                     |  |  |                      |  |
| Bertoldo IV d'Andechs | Bertoldo I d'Istria |                         |                          |  |  |       |  |  |                     |  |  |                      |  |
|                       |                     | Edvige di Wittelsbach   | Ottone IV di Wittelsbach |  |  |       |  |  |                     |  |  |                      |  |
|                       |                     | Edvige di Wittelsbach   | Ottone IV di Wittelsbach |  |  |       |  |  |                     |  |  |                      |  |
|                       |                     | Edvige di Wittelsbach   | Heilika di Pettendorf    |  |  |       |  |  |                     |  |  |                      |  |
| Agnese di Merania     |                     | Edvige di Wittelsbach   |                          |  |  |       |  |  |                     |  |  |                      |  |
|                       |                     | …                       | …                        |  |  |       |  |  |                     |  |  |                      |  |
|                       |                     | …                       | …                        |  |  |       |  |  |                     |  |  |                      |  |
|                       |                     | …                       | …                        |  |  |       |  |  |                     |  |  |                      |  |
| Agnese di Rochlitz    |                     | …                       |                          |  |  |       |  |  |                     |  |  |                      |  |
|                       |                     | …                       | …                        |  |  |       |  |  |                     |  |  |                      |  |
|                       |                     | …                       | …                        |  |  |       |  |  |                     |  |  |                      |  |
|                       |                     | …                       | …                        |  |  |       |  |  |                     |  |  |                      |  |
|                       |                     | …                       |                          |  |  |       |  |  |                     |  |  |                      |  |

### Letteratura storiografica
- (FR)  Trophées tant sacrés que profanes du duché de Brabant.
- (FR)  Chroniques des ducs de Brabant, composées par Adrian de Barland.
- Frederick Maurice Powicke, I regni di Filippo Augusto e Luigi VIII di Francia, cap. XIX, vol. V (Il trionfo del papato elo sviluppo comunale) della Storia del Mondo Medievale, 1999, pp. 776–828.